# 蔡翹
蔡翹（1897年10月11日—1990年7月29日），字卓夫，乳名義忠，譜名綱正，男，广东揭阳人，中国生理學家。

## 生平
蔡翘是廣東省揭陽縣仙美村人。1917年畢業於潮州金山書院（現名汕头市金山中學）後，赴上海復旦大學附属中學補習英語。1918年到北京大學中文系當旁聽生。
1919年赴美國留學，先後在加利福尼亞大學和印第安納大學研讀心理學，修完大學本科課程後於1921年進哥倫比亞大學當研究生，1922年轉學至芝加哥大學生理学系為研究生，1925年獲得芝加哥大學哲學博士學位；同年回國到復旦大學教授生物學和生理學。
1927年起擔任國立中央大學醫學院（复旦大学上海医学院前身）生理學教授。1930年秋獲美國洛氏基金會資助，先後英國倫敦大學、劍橋大學從事研究，1931年冬到德國法蘭克福大學進修。1932年起任職於上海雷士德醫學研究所，1937年回到中大醫學院擔任生理學教授，抗日戰爭爆發隨學校遷到成都。
1943年夏以中美文化交流交換教授身份赴美國講學與研究1年。1945年抗日戰爭勝利後，隨院自成都遷回南京，1948年代理中大醫學院院長職務，並當選為中央研究院第一屆院士。。
1949年中華人民共和國成立後，中央大學改名南京大學，他仍任南京大學醫學院院長。1952年該校醫學院改編為「第五軍醫大學」，由他擔任校長。1954年調任中國人民解放軍軍事醫學科學院副院長，任一級研究員、院學術委員會主任、中國人民解放軍醫學科學技術委員會主任委員。1961年加入中国共产党。文化大革命期间受到迫害。1978年恢复工作。1990年7月29日，蔡翹病逝於北京。

## 学术成就
他在甲狀旁腺、感受器、肝糖元異生機制等方面深入研究。
1925年，於芝加哥大學赫爾解剖實驗室（Hull Laboratory of Anatomy）工作期間，在負鼠的腦中首次發現了腹側被蓋區，因此本解剖構造又稱為「蔡氏被蓋區」（ ventral tegmental area of Tsai）。
另外，他也開創了中國的軍事勞動生理學、航太航空醫學和航海醫學等研究領域，是中國航空航海生理科學的奠基人。

## 学术荣誉
- 1948年獲選為第一屆中央研究院院士，並出席在南京北極閣召開的第一次院士會議。
- 1955年當選為中國科學院學部委員（院士）[2]。